# Vybíjená (film, 2015)
Vybíjená je český film režiséra Petra Nikolaeva z roku 2015 podle stejnojmenného románu Michala Viewegha. V několika časových rovinách pojednává o spolužácích z gymnázia, v jejichž středu je parta kamarádů Jeff, Skippy a Tom.

## Výroba
Film se začal natáčet v polovině srpna 2014. Koproducentem byla televize Prima.

## Obsazení
| Michal Suchánek   |                 |
| Richard Genzer    |                 |
| Ondřej Sokol      |                 |
| Simona Krainová   | Eva             |
| Linda Bartošová   | Eva             |
| Lukáš Vaculík     | profesor        |
| Simona Babčáková  | Hujerová starší |
| Johana Vašková    | Hujerová mladší |
| Michal Šášinka    | Skippy zamlada  |
| Václav Matějovský | Jeff zamlada    |
| Jakub Burýšek     | Tom zamlada     |
| Hynek Čermák      |                 |

## Recenze
- František Fuka, FFFilm
- Matěj Svoboda, MovieZone.cz
- Jan Gregor, Aktuálně.cz